# A karácsonyi lovag
A karácsonyi lovag (eredeti cím: The Knight Before Christmas) 2019-ben bemutatott amerikai karácsonyi filmvígjáték, melyet Monika Mitchell rendezett és Cara J. Russell írt. A főszereplők Vanessa Hudgens, Josh Whitehouse és Emmanuelle Chriqui.
A film 2019. november 21-én jelent meg a Netflixen.
A film forgatási helyszíne 2019. április és május között a kanadai Ontario tartománya, azon belül Orillia és Bracebridge. A történet szerint norwichi várjeleneteket a Charleville-i kastélyban vették fel (Tullamore, Írország).

## Cselekmény
Egy fiatal, középkori lovag, Sir Cole minden vágya, hogy igazi lovaggá válhasson, amihez kihívásokat és nehézségeket kellene leküzdenie. Amikor egy varázslónő segítségét kéri, az átküldi a távoli jövőbe, egy modern település közelébe.
Egy fiatal és kedves tanárnő, Brooke elvesztette illúzióit a szerelemmel kapcsolatban, hogy megtalálja a párját. Amikor egy középkori lovag, Sir Cole váratlanul a kocsija elé kerül és ő elüti, úgy gondolja, hogy kötelessége segíteni rajta, mert a 14. századból érkezett férfi nem érti, hol van, de Brooke reménykedik benne, hogy hamarosan visszanyeri az emlékezetét. Mivel nincsenek sérülései, ezért hazaviszi magával.
Brooke segít Sir Cole-nak eligazodni a modern világban és abban is próbál neki segíteni, hogy beteljesítse a sorsát, igazi lovag lehessen, és visszatérhessen rejtélyes otthonába. Ahogy egyre jobban megismerik egymást, barátokká válnak, és Sir Cole választás elé kerül, hogy egyáltalán vissza akar-e térni a saját világába, a régi életéhez.

## Szereplők
(Zárójelben a magyar hangok feltüntetve)
- Vanessa Hudgens – Brooke Winters, fiatal tanárnő (Gyöngy Zsuzsa)
- Josh Whitehouse – Sir Cole, középkori lovag (Csiby Gergely)
- Emmanuelle Chriqui – Madison (Németh Kriszta)
- Harry Jarvis – Sir Geoffrey (Miller Dávid)
- Ella Kenion – Vénasszony, varázslónő
- Mimi Gianopulos – Alyson (Galliotti Barbara)
- Jacob Soley – Patrick
- Andrea Senior – Caroler
- Simon Webster – Reed
- Jonah Wineberg – Sir Cole bátyja
- Olivia Gudaniec – Kaelynn
- Isabelle Franca – Claire (Vakán Míra)
- Jesse Gervasi – Taylor
- Shanice Johnson – Paige (Szűcs Anna Viola)
- Telysa Chandler – Csoporténekes
- Arnold Pinnock – Stevens rendőrtiszt (Galambos Péter)

## Megjelenés
A karácsonyi lovag 2019. november 21-én jelent meg.